# Światowe Igrzyska Halowe w Lekkoatletyce 1985 – bieg na 400 m mężczyzn
Bieg na 400 metrów mężczyzn – jedna z konkurencji biegowych rozgrywanych podczas halowych światowych igrzysk lekkoatletycznych w  hali Accor Arena w Paryżu. Eliminacje i półfinały zostały rozegrane 18 stycznia, a bieg finałowy 19 stycznia 1985. Zwyciężył reprezentant Niemieckiej Republiki Demokratycznej Thomas Schönlebe, który w finale ustanowił nieoficjalny halowy rekord świata wynikiem 45,60 s.

## Rezultaty

### Eliminacje
Rozegrano 5 biegów eliminacyjnych, do których przystąpiło 24 biegaczy. Awans do półfinałów dawało zajęcie jednego z dwóch pierwszych miejsc w swoim biegu (Q). Skład półfinałów uzupełniło dwóch zawodników z najlepszym czasem wśród przegranych (q).
Opracowano na podstawie materiału źródłowego.
Bieg 1
| Miejsce | Zawodnik                | Czas  | Uwagi |
| ------- | ----------------------- | ----- | ----- |
| 1       | Thomas Schönlebe        | 48,95 | Q     |
| 2       | René Djédjémel Mélédjé  | 49,36 | Q     |
| 3       | Aðalsteinn Bernhardsson | 50,37 |       |
| 4       | Khaled Hussain          | 50,50 | NR    |
| –       | David Kitur             | DNS   |       |
| –       | David Peltier           | DNS   |       |

Bieg 2
| Miejsce | Zawodnik        | Czas  | Uwagi |
| ------- | --------------- | ----- | ----- |
| 1       | Ángel Heras     | 47,88 | Q     |
| 2       | Clarence Daniel | 47,96 | Q     |
| 3       | Ali St. Louis   | 48,95 |       |
| 4       | Mike Okot       | 50,19 |       |
| –       | Nabil Nahri     | DNS   |       |

Bieg 3
| Miejsce | Zawodnik         | Czas  | Uwagi |
| ------- | ---------------- | ----- | ----- |
| 1       | Mark Rowe        | 47,70 | Q     |
| 2       | Arjen Visserman  | 48,12 | Q     |
| 3       | Allan Ingraham   | 48,14 |       |
| 4       | Ahmed Hamada     | 48,80 | NR    |
| –       | Billy Konchellah | DNS   |       |
| –       | Roberto Ribaud   | DNS   |       |

Bieg 4
| Miejsce | Zawodnik         | Czas  | Uwagi |
| ------- | ---------------- | ----- | ----- |
| 1       | Todd Bennett     | 47,19 | Q     |
| 2       | Allan Ellsworth  | 47,96 | Q     |
| 3       | Lázaro Martínez  | 48,06 | q     |
| 4       | Ahmed Ghanem     | 48,77 |       |
| 5       | Abdelali Kasbane | 48,93 | NR    |
| 6       | Djétenan Kouadio | 49,45 |       |

Bieg 5
| Miejsce | Zawodnik         | Czas  | Uwagi |
| ------- | ---------------- | ----- | ----- |
| 1       | Amadou Dia Ba    | 47,55 | Q     |
| 2       | Phil Brown       | 47,60 | Q     |
| 3       | Carlos Reyté     | 47,82 | q     |
| 4       | Isidro del Prado | 48,35 | NR    |
| 5       | Gerry Delaney    | 48,93 |       |
| 6       | Alberto Izu      | 51,19 | NR    |

### Półfinały
Rozegrano 2 biegi półfinałowe, w których wystartowało 12 biegaczy. Awans do finału dawało zajęcie jednego z trzech pierwszych miejsc w swoim biegu (Q).
Opracowano na podstawie materiału źródłowego.
Bieg 1
| Miejsce | Zawodnik        | Czas  | Uwagi |
| ------- | --------------- | ----- | ----- |
| 1       | Amadou Dia Ba   | 47,86 | Q     |
| 2       | Ángel Heras     | 47,89 | Q     |
| 3       | Phil Brown      | 47,93 | Q     |
| 4       | Clarence Daniel | 48,01 |       |
| 5       | Arjen Visserman | 48,08 |       |
| 6       | Lázaro Martínez | 48,67 |       |

Bieg 2
| Miejsce | Zawodnik               | Czas  | Uwagi |
| ------- | ---------------------- | ----- | ----- |
| 1       | Thomas Schönlebe       | 46,62 | Q     |
| 2       | Todd Bennett           | 46,69 | Q     |
| 3       | Mark Rowe              | 46,70 | Q     |
| 4       | Allan Ellsworth        | 48,09 |       |
| 5       | René Djédjémel Mélédjé | 49,09 |       |
| 6       | Carlos Reyté           | 49,39 |       |

### Finał
Opracowano na podstawie materiału źródłowego.
| Miejsce | Zawodnik         | Czas  | Uwagi |
| ------- | ---------------- | ----- | ----- |
| 1       | Thomas Schönlebe | 45,60 | WR    |
| 2       | Todd Bennett     | 45,97 | NR    |
| 3       | Mark Rowe        | 46,31 | PB    |
| 4       | Amadou Dia Ba    | 46,94 | NR    |
| 5       | Phil Brown       | 47,84 |       |
| 6       | Ángel Heras      | 54,09 |       |